# Spider-Man (jeu vidéo, 2000)
Pour les articles homonymes, voir Spider-Man (homonymie).
 (août 2015).
Si vous disposez d'ouvrages ou d'articles de référence ou si vous connaissez des sites web de qualité traitant du thème abordé ici, merci de compléter l'article en donnant les références utiles à sa vérifiabilité et en les liant à la section « Notes et références ».
 (août 2015).
Spider-Man est un jeu vidéo d’action-aventure développé par Neversoft et édité par Activision en 2000 sur Nintendo 64 et PlayStation, et en 2001 sur Windows, MacOS et Dreamcast. Parallèlement, une version a été développée par Vicarious Visions sur Game Boy Color, ce qui mènera à deux lignes temporelles différentes dans les suites. Une pour les jeux de Neversoft, et une pour les jeux de Vicarious Visions.
Le jeu est basé sur la série de comics The Amazing Spider-Man. Bien qu’il ait plus ou moins la même esthétique et les mêmes comédiens, le jeu n'est pas basé sur la série animée des années 1990.

## Histoire
Avant-propos : Le résumé qui suit est un résumé de la version sur consoles de salon et sur ordinateur. La version Game Boy Color comporte des différences dans le scénario.

### Prologue
Peter Parker assiste à une conférence du Dr Otto Octavius, qui annonce s’être repenti tout en dévoilant une invention, qui se fait voler par un faux Spider-Man directement sur scène. Pris au milieu de la foule effrayée, Peter ne peut pas se changer pour intervenir. Eddie Brock, témoin du vol, se transforme en son double Venom pour éliminer définitivement Spider-Man. Pendant ce temps, de mystérieux super-vilains recouvrent les rues d’un épais brouillard…

### Chapitre 1
La Chatte Noire informe Spider-Man d'une prise d'otage à la banque. Le protagoniste se dirige donc à la banque afin de libérer les otages. Il finit par faire évacuer tout le monde, neutralise les braqueurs et désamorce la bombe placée par ces derniers.

### Chapitre 2
Peter appelle par téléphone son patron, J. Jonah Jameson, afin de l’informer qu’il possède des photos du braquage. Cependant, Jonah écourte la conversation, car il se fait attaquer par le Scorpion. Spider-Man part instantanément à la rescousse du journaliste. Une fois le Scorpion défait, la police arrive et se met à poursuivre le héros pour le vol lors de la conférence.
Durant sa fuite, Daredevil interpelle le protagoniste à la recherche de réponses. Convaincu par l’explication fournie par Spider-Man, Dardevil part en annoncant qu’il informera les autres super-héros de la vérité. Spider-Man est ensuite pourchassé par un hélicoptère qui abandonne la poursuite quand sa queue est endommagée en percutant un émetteur.
À la fin de sa fuite, Chatte Noire annonce à Spider-Man que le Rhino attaque l’entreprise Omnitech, et que Venom compte faire une annonce sur un des écrans de Times Square. Il y annonce avoir kidnappé la femme de Peter, Mary Jane Parker. Spider-Man est alors soumis à un dilemme quant au super-vilain à affronter en premier. Le héros prend la décision de s’occuper du Rhino dans un premier temps, car il estime que ses affaires personnelles doivent passer après celles des autres.

### Chapitre 3
Spider-Man et Chatte Noire se rendent sur les lieux de l'attaque du Rhino. Ce dernier surgit et blesse la Chatte Noire. Après l’avoir vaincu, Spider-Man se cache et constate que le Dr Otto Octavius aide la police à interpeller le Rhino. À la suite de cela, il rejoint Chatte Noire, qui se fait embarquer par des infirmiers. Cependant, elle lui informe que ce ne sont pas de vrais infirmiers. Le véhicule démarre aussitôt, sans laisser aucun répit aux deux amis.

### Chapitre 4
Spider-Man part à la recherche de Venom. Il finit par le retrouver et celui-ci, sous couverture d'une « poursuite » ou d'une « course », emmène le protagoniste dans les égouts et autres souterrains jusqu’à une usine d’assainissement, où il compte noyer Mary-Jane.
Sur le chemin, Spider-Man défait des hommes-lézards. Ceux-ci sont des sous-fifres du Lézard, passés sous le contrôle de Venom après avoir capturé leur maitre. Le joueur peut chercher où il est enfermé à l’intérieur de l’usine d’assainissement pendant qu’il poursuit Venom. S’il parvient à le trouver, le Lézard aide Spider-Man en lui indiquant directement l'emplacement de Mary-Jane.
Une fois vaincu, Venom se rend compte de son erreur ; Spider-Man ne peut pas être le voleur, car Eddie s’était cogné avec Peter. Les deux s’allient donc dans le but de comprendre ce qu’il se passe. Ils finissent par avoir l’idée de regarder dans les archives du Daily Bugle.

### Chapitre 5
Une fois au Bugle, Venom ressent le symbiote de Carnage et part donc enquêter de son côté, mais des symbiotes sans hôte attaquent Spider-Man. Il décide donc de s'infiltrer plus loin dans les locaux du journal pour comprendre leur origine.
Il y découvre des générateurs de symbiotes, mais aussi celui qui se fait passer pour lui, à savoir Mystério. Ce dernier, une fois vaincu, lui apprend deux informations capitales. Tout d'abord, le brouillard qui se répand sur la ville sert à transformer les civils en symbiotes. Ensuite, ses chefs, à savoir les personnes à l’origine du brouillard, sont cachés dans une base marine, accessible depuis un passage secret dans l’entrepôt 65.

### Chapitre 6
Spider-Man trouve l’entrepôt à l'aide du Punisher. Il s'infiltre dans le passage secret, puis arrive à la base marine. Là bas, il retrouve la Chatte Noire emprisonnée et la libère. Il referme les silos, diffusant le gaz à l’origine du brouillard. La pression du gaz augmente petit à petit.
Il se dirige ensuite vers la salle où se trouve le cerveau de l'opération, qui n'est autre que Dr Octopus, qui feignait la rédemption, accompagné de Carnage. Venom apparaît alors, son enquête l'ayant mené ici également, et affronte Carnage, laissant une fenêtre de tir à Spider-Man pour vaincre Octopus. Malheureusement, Venom est vaincu et Spider-Man est obligé de s'occuper de Carnage lui-même. Alors qu'il pensait en avoir enfin fini, Spider-Man se fait attaquer par Octopus, alors devenu l’hôte du symbiote de Carnage, devenant « Super Ock ».
La pression du gaz ayant augmenté au fil des affrontements, il commence à provoquer des explosions et la base ne tiendra pas longtemps. Le protagoniste prend la décision de s’enfuir le plus vite possible. Super Ock le poursuit mais se fait prendre dans une explosion. Le symbiote protège son porteur, qui survit. Carnage et Cletus Kasady (l’hôte précédant Octavius) n’ont pas survécu. Spider-Man porte Octavius inconscient hors de la base et se fait aider par la Chatte Noire et Venom. Captain America, leur vient également en aide avec un avion, pour les aider à fuir l’explosion finale de la base sous-marine.

### Épilogue
Tous les super-héros apparus dans le jeu font la fête et jouent aux cartes, célébrant leur victoire. Pendant ce temps, la bande d’Octavius joue aux cartes en prison, à l’exception dudit Octavius qui se frappe la tête contre les barreaux et du chef bandit coincé dans le plafond à cause d'une maladresse du Rhino.
L’écran de fin laisse sous-entendre une possible suite, qui sortira l’année suivante.

## Personnages
Le joueur contrôle Peter Parker / Spider-Man (Rino Romano) tout au long du jeu. Le principal antagoniste est Dr Otto Octavius / Le Docteur Octopus (Efrem Zimbalist Jr.). Ce scientifique a pour but de créer un nouvel ordre mondial en transformant les humains en symbiotes, en commençant par les New-Yorkais. Il tente d'accomplir son dessein avec l'aide de Cletus Kasady / Carnage (Dee Bradley Baker).
Spider-Man devra également affronter MacDonald « Mac » Gargan / Le Scorpion (Daran Norris), qui tente de s'en prendre à J. Jonah Jameson (Dee Bradley Baker), le patron du Daily Buggle ; Aleksei Sytsevich / Le Rhino (Dee Bradley Baker) ; Eddie Brock / Venom (Daran Norris), qui a kidnappé Mary Jane Watson (Jennifer Hale), afin d'attirer l'attention de l'araignée ; et Quentin Beck / Mystério (Daran Norris).
Felicia Hardy / La Chatte Noire (Jennifer Hale) apparait en tant qu'alliée, tandis que les super-héros Frank Castle / Le Punisher (Daran Norris), Johnny Storm / La Torche Humaine (Daran Norris) et Steven « Steve » Rogers / Captain America (Daran Norris) font de brèves apparitions. Dr Curtis « Curt » Connors / Le Lézard (Dee Bradley Baker) apparait également.

## Système de jeu

### Généralités
Le joueur dispose de deux touches d'attaque au corps à corps et d'une touche à combiner avec les directions pour former diverses créations à base de toile : gants de boxe, projectiles, ou encore dômes de protection.
Conformément aux pouvoirs montrés dans les comics, Spider-Man adhère aux murs, se déplace en se balançant avec des toiles, les lance sur ses ennemis et a un sens spécial, l'avertissant du danger.
Le déroulement du jeu, fidèle à l'esprit des comics, regorge de personnages annexes dont l'apparition, bien que peu influente sur le scénario, apporte de la consistance et de la crédibilité à son univers.
Spider-Man affronte ses ennemis les plus populaires, et les personnages secondaires les plus récurrents dans les comics font une apparition.
En version originale, la voix-off introductive du didacticiel est celle de Stan Lee, créateur du personnage.
Au fil des niveaux, le joueur peut ramasser des emblèmes servant à remplir sa jauge de santé ou de toile, mais aussi à faire apparaître la Spider-Armure, extension de la barre de vie. Dans certains niveaux, des emblèmes donnent également une toile spéciale enflammée, plus efficace contre les symbiotes.
Des items en forme de comics sont également à trouver. Un peu mieux cachés, ils donnent accès à des fiches montrant la couverture et le résumé d'un numéro important dans la carrière du personnage.
Des codes de triche sont également disponibles, servant à débloquer des éléments du jeu plus tôt dans la partie, mais aussi à débloquer des éléments spéciaux, comme les informations de débogage s'affichant en jeu, une grosse tête pour Spider-Man, ou encore le personnage J. James Jewett, remplaçant J. Jonah Jameson dans le niveau de son sauvetage.
Enfin, des costumes alternatifs sont à débloquer, dont certains offrent des pouvoirs bonus (invisibilité, invulnérabilité, toile illimitée, augmentation de la force). Les pouvoirs de certains costumes, eux, peuvent être considérés comme des malus (nombre de cartouches de toile réduit à 2).

### Costumes
Le jeu permet de changer le costume du héros. Bien que sa suite, Spider-Man 2 : La Revanche d'Electro, en contiendra bien plus, certains des costumes les plus emblématiques de Spider-Man sont présents.
| Liste des costumes |
| --- |
| - Spider-Man - Ce costume est en tissu rouge et bleu, avec un motif de toile noire et une araignée de même couleur sur la poitrine. C'est le costume principal. À ce costume classique s'ajoute une série de gadgets sophistiqués : des lances-toiles cachés sous les gants, une ceinture comprenant un signal projetant le signe de l'araignée, des cartouches de toile de rechange, des traceurs magnétiques pour suivre ses ennemis et l'appareil photo miniature qui permet à Peter Parker de vendre ses photographies au Daily Bugle. - Spider-Man 2099 - Miguel O'Hara / Spider-Man 2099 est un Spider-Man du futur. Ses aventures se déroulent dans un futur possible nommé Marvel 2099. - Symbiote Spider-Man - Dans Secret Wars, l'Araignée porte un costume noir qui se révèle être un symbiote, qui recouvre le corps de ses hôtes et se nourrit de leur adrénaline. Ce costume lui permet de tirer de la toile de manière illimitée (sans cartouches) et, par simple pensée, il peut l'enlever en partie ou intégralement. Ce costume accroît aussi sa rapidité et sa capacité de saut. Il s'en sépare avec l'aide de Mr. Fantastic, en l'emprisonnant dans une cage de verre grâce à un rayon sonique. - Captain Universe - Spider-Man Unlimited - Il s'agit du costume que porte Spider-Man dans la série animée "Spider-Man: Unlimited" - Incroyable Sac-Man - Lorsque Mr. Fantastic retire le costume symbiotique, Spider-Man est nu en dessous. On lui donne alors un vieux costume des Quatre Fantastiques et on lui met un sac sur la tête, afin qu'il puisse rentrer chez lui en tout anonymat. - Scarlet Spider - Un costume rouge et bleu légèrement différent qui est en fait celui du clone de Peter, Ben Reilly dans la Saga du Clone (Web of Spider-Man #118). Le costume est tout rouge écarlate (Scarlet signifie écarlate en anglais), un gilet bleu avec les manches déchirées et une capuche, des lance-toiles sur les avant-bras (visibles), une ceinture avec des recharges de toile et des petits sacs au niveau des talons. - Ben Reilly - Quand il reprend le rôle de Spider-Man, Ben décide de revisiter son costume. Dans la même matière que le costume originel, celui-ci se distingue par une grosse araignée située au centre du torse, une alternance du rouge/bleu au niveau des doigts, le bas du costume tout bleu avec juste la moitié des mollets en rouge. Sur les avant-bras se situent les lances toiles (visibles) qui peuvent projeter soit de la toile classique soit de la toile impact (uniquement utilisée par Ben). - Quick Change - Ce costume correspond à un costume de Spider-Man lorsqu'il se change rapidement pour intervenir alors qu'il était en civil. - Peter Parker - Il s'agit de l'accoutrement de Spider-Man lorsqu'il est en civil. - Armure MK I - Contrairement aux autres, il ne s'agit pas d'un costume déblocable, mais d'un bonus récupérable en jeu à l'aide d'un objet. Ce bonus correspond à une extension de la barre de vie. - Armure blindée. Afin de combattre les Nouveaux Exécuteurs, un groupe de malfrats surarmés, Peter élabore une version en métal blindé de son costume rouge et bleu. Celui-ci est réalisée dans un alliage pseudo-métallique (Web of Spider-Man #100). L'armure réduisant son agilité, Spidey s'en débarrassa pour plus de liberté de mouvement |

## Suites
Il existe deux lignes temporelles :
- La première, celle de la version PS1, ne contient qu'une seule suite : Spider-Man 2 : La Revanche d'Electro.
- La deuxième, celle de la version GB, en contiennent deux : Spider-Man 2: The Sinister Six et son spin-off Spider-Man: Mysterio's Menace.

## Développement
Le jeu utilise le même moteur de jeu que Tony Hawk's Pro Skater, dont la suite était développée en même temps que ce jeu. Plusieurs références seront faites à l'intérieur des deux jeux, notamment avec Spider-Man jouable dans Tony Hawk's Pro Skater 2. Tony Hawk devait aussi être un costume alternatif de Spider-Man, à la base.

### Les différentes versions

#### Version de mai 1999
Au début du développement, les barres de santé et de toile étaient différentes et la caméra se déplaçait différemment.

#### Version de novembre 1999
Un CD allemand nommé PlayDemo Vol. 17 propose une très ancienne version du jeu.
Cette version a beaucoup de différences avec la version finale du jeu :
- Les bâtiments au début du jeu différaient beaucoup avec la version finale.
- Stan Lee ne parlait pas au début des niveaux.
- Les cinématiques n'avaient pas de voix, uniquement une musique de fond.
- Les bulles de didacticiel n'existaient pas et étaient remplacées par du texte à l'écran.
- Le dôme de toile est aussi très différent de sa version finale.
- Le Scorpion a son costume des comics vert, qu'il n'aura plus dans les versions suivantes, où il aura un costume bleu avec des pointes de vert à la place.
- Le terrain de combat contre le Rhino est aussi très différent. Il y a beaucoup plus de choses sur le terrain.

Cependant, certaines différences dans la version précédente sont désormais plus proches de la version finale :
- Les barres de santé et toiles ressemblent plus à leur version finale.

#### Version de mars 2000
Une autre démo du jeu était sortie à cette époque. Dans cette version, il y a encore une grande quantité de différences avec la version finale.
Entre autres :
- L'écran-titre est différent.
- Le HUD d'informations est différent.
- Le son lorsque Spider-Man ramasse un objet est différent.
- Les combos de Spider-Man sont différents.
- Les ennemis ont des points d'exclamation au-dessus de la tête.
- La couverture de comic qui introduit le chapitre est différente.
- Le chargement est différent.
- Les animations de mort sont différentes.
- Le menu pause n'a rien à voir avec la version finale.

Certaines différences dans les versions précédentes ont évolué :
- Les bâtiments ressemblent plus à leur version finale.
- Les cinématiques contiennent du son autre qu'une musique de fond.
- La bulle de didacticiel existe désormais.
- Le dôme de toile à un nouveau modèle, qui est toujours différent de la version finale.

#### Version d'avril 2000
Une vidéo de type "Behind the scenes" sur le jeu est sortie à cette période. Elle révèle quelques images de gameplay comportant quelques différences et changements. En effet, le comic book à récupérer sur la tour des 4 Fantastiques n'est pas présent. Cela aurait pu être aussi le cas pour les autres comic books. De plus, le Scorpion a enfin la texture finale retrouvée en septembre, à la sortie du jeu.

#### Version de mai 2000
Des fans ont réussi à rendre jouable une ancienne version du jeu,. La salle d'entraînement est différente et Super-Ock arbore un design différent où il porte des lunettes, ce qui explique leur présence sur l’icône du personnage. Certaines musiques ne sont également pas présentes. À partir de cette période, les différences se feront rares, ce qui peut laisser penser que les développeurs peaufinaient le jeu.

#### Version de 2001
À l'occasion de la sortie sur Dreamcast et PC, le jeu a été retravaillé, notamment graphiquement. Certains bugs ont également été corrigés, pour offrir la meilleure expérience possible.

### Audio
La plupart des comédiens vocaux des séries animées des années 1990s ont repris leurs rôles respectifs. Par exemple, Rino Romano a repris le rôle de l'araignée, Jennifer Hale celui de La Chatte Noire et Mary Jane Watson. Efrem Zimbalist Jr. a repris son rôle du Dr Octopus. Stan Lee sert de narrateur au jeu. Daran Norris donne sa voix à Venom et son homologue Eddie Brock, Mystério, Le Scorpion, Punisher, La Torche Humaine et Captain America, tandis que Dee Bradley Baker prête sa voix à Carnage, J. Jonah Jameson, Le Lézard, Daredevil et Le Rhino.
Les musiques du jeu ont été composées par Tommy Tallarico. Elles sont composées de plusieurs boucles musicales principalement influencées par les genres populaires de l'époque. La version Nintendo 64 inclut de plus un test son où l'on peut entendre différents samples individuellement. Le thème principal est un remix du thème emblématique de la série des années 1960 réalisé par Apollo 440.

### Contenu inutilisé
Il reste des traces de contenu inutilisé dans le jeu, notamment des pistes audio non utilisées. Comme les pistes, sûrement destinées au mode galerie et choix du costume, où l'on entend Stan Lee, le narrateur, annoncer le costume de Spider-Ham où le personnage et/ou costume de Tony Hawk. La possible présence de Tony Hawk ne semble pas illogique puisque Spider-Man est présent dans le deuxième opus de la série de skateboarding. Il existe aussi une piste audio où l'on entend l'annonce d'Iron Man en tant que personnage. Le jeu contient aussi des effets sonores et musiques de fond inutilisées ainsi que des répliques de Venom, elles aussi inutilisées.
Le Lézard était sûrement prévu en tant que boss à l'origine, puisqu'il possède des animations d'attaque, qui seront réutilisées dans le deuxième opus, où il fait office de véritable boss. De plus, sur le story-board de la cinématique finale du jeu, où l'on voit les ennemis affrontés durant le jeu en prison, on y aperçoit le Lézard. Ce qui semble confirmer l'hypothèse du boss annulé et finalement mis en easter egg. En revanche, la version Gameboy du jeu présente bien le Lézard comme boss à affronter dans les égouts justement, ce qui tend à confirmer l'hypothèse qu'il devait aussi être affronté dans la version console de salon.
Les Symbiotes étaient originellement différents. En effet, dans le jeu final, ils sont roses, n'ont pas de jambes ni de dents et leurs bras se terminent par une sorte de main. Mais dans le story-board et sur les cinématiques des versions de 2001, c'est différent. Sur ces versions, ils ont des jambes, des dents et leurs bras se terminent en pointe. Il existe un modèle 3D inutilisé ressemblant à cette description avec ses propres animations et pistes audio. On peut aussi remarquer que ces prototypes sont rouges et non rose comme sur la version finale, ce qui peut expliquer pourquoi leurs toiles sont rouges. On peut aussi expliquer la couverture du chapitre, sur laquelle les symbiotes ont des dents, avec ce prototype. Puisqu'il possédait des dents.

## Accueil

### Campagne promotionnelle
Un comic book promotionnel a été édité quelque temps avant la sortie du jeu, uniquement dans son pays d'origine. Celui-ci sert de courte préquelle au jeu, il introduit les antagonistes principaux et l'intrigue[réf. souhaitée].

### Distinction
La version PlayStation a reçu la mention "Platinum" de la part de l'Entertainment and Leisure Software Publishers Association (ELSPA), signifiant qu'au minimum 300 000 copies furent vendues au Royaume-Uni.